# يوربا ليندا (كاليفورنيا)
يوربا ليندا (بالإنجليزية: Yorba Linda)‏ هي إحدى مدن مقاطعة أورانج، كاليفورنيا. تم إعطاءها لقب مدينة في 2 نوفمبر، 1967.

## المناخ
يظهر الجدول التالي التغييرات المناخية على مدار السنة ليوربا ليندا:
| البيانات المناخية لـيوربا ليندا   | البيانات المناخية لـيوربا ليندا | البيانات المناخية لـيوربا ليندا | البيانات المناخية لـيوربا ليندا | البيانات المناخية لـيوربا ليندا | البيانات المناخية لـيوربا ليندا | البيانات المناخية لـيوربا ليندا | البيانات المناخية لـيوربا ليندا | البيانات المناخية لـيوربا ليندا | البيانات المناخية لـيوربا ليندا | البيانات المناخية لـيوربا ليندا | البيانات المناخية لـيوربا ليندا | البيانات المناخية لـيوربا ليندا | البيانات المناخية لـيوربا ليندا |
| الشهر                             | يناير                           | فبراير                          | مارس                            | أبريل                           | مايو                            | يونيو                           | يوليو                           | أغسطس                           | سبتمبر                          | أكتوبر                          | نوفمبر                          | ديسمبر                          | المعدل السنوي                   |
| --------------------------------- | ------------------------------- | ------------------------------- | ------------------------------- | ------------------------------- | ------------------------------- | ------------------------------- | ------------------------------- | ------------------------------- | ------------------------------- | ------------------------------- | ------------------------------- | ------------------------------- | ------------------------------- |
| متوسط درجة الحرارة الكبرى °ف (°م) | 71 (22)                         | 71 (22)                         | 73 (23)                         | 76 (24)                         | 78 (26)                         | 81 (27)                         | 87 (31)                         | 89 (32)                         | 87 (31)                         | 82 (28)                         | 76 (24)                         | 70 (21)                         | 78 (26)                         |
| متوسط درجة الحرارة الصغرى °ف (°م) | 48 (9)                          | 48 (9)                          | 51 (11)                         | 53 (12)                         | 57 (14)                         | 61 (16)                         | 65 (18)                         | 65 (18)                         | 63 (17)                         | 58 (14)                         | 52 (11)                         | 47 (8)                          | 56 (13)                         |
| الهطول إنش (مم)                   | 2.86 (73)                       | 3.18 (81)                       | 1.90 (48)                       | 0.80 (20)                       | 0.28 (7.1)                      | 0.10 (2.5)                      | 0.03 (0.76)                     | 0.01 (0.25)                     | 0.25 (6.4)                      | 0.72 (18)                       | 1.38 (35)                       | 2.02 (51)                       | 13.53 (343.01)                  |
| المصدر:                           |                                 |                                 |                                 |                                 |                                 |                                 |                                 |                                 |                                 |                                 |                                 |                                 |                                 |

## توأمة
ليوربا ليندا (كاليفورنيا) اتفاقيات توأمة مع:
- هوايان (5 مارس 1998 - )

## أعلام
- اريك فريدمان
- كريس بونتيوس
- أشلي فورس هود
- تايلر أرمسترونغ
- دونالد نيكسون
- مارتن ويلك
- إدوارد كرايغ